# Hollád, Somogy
Hollád  este un sat în districtul Marcal, județul Somogy, Ungaria, având o populație de 257 de locuitori (2011). 

## Demografie
Componența etnică a satului Hollád
     Maghiari (80,39%)
     Romi (17,25%)
     Germani (2,35%)
Componența confesională a satului Hollád
     Romano-catolici (64,98%)
     Fără religie (4,67%)
     Reformați (2,33%)
     Necunoscută (28,02%)
Conform recensământului din 2011, satul Hollád avea 257 de locuitori. Din punct de vedere etnic, majoritatea locuitorilor (80,39%) erau maghiari, existând și minorități de romi (17,25%) și germani (2,35%).  Din punct de vedere confesional, majoritatea locuitorilor (64,98%) erau romano-catolici, existând și minorități de persoane fără religie (4,67%) și reformați (2,33%). Pentru 28,02% din locuitori nu este cunoscută apartenența confesională.